# Мет Гриверс
Метју „Мет” Гриверс (енгл. Matthew "Matt" Grevers; Лејк Форист, 26. март 1985) амерички је пливач и репрезентативац. Његова специјалности је пливање леђним и слободним стилом. Четвороструки је олимпијски победник и вишеструки светски првак.

## Биографија
Гриверс је рођен у спортској породици, његово отац је активно играо ватерполо, док се његова мајка бавила пливањем. Пливање је почео да тренира са 5 година. По родитељима Гриверс је Холанђанин.
На међународним такмичењима дебитовао је на Летњој Универзијади 2005. у Измиру где је као члан универзитетске селекције Сједињених Држава освојио 4 медаље, по два сребра и бронзе. Годину дана касније учестовао је и на светском првенству у малим базенима где је освојио бронзану медаљу у штафети 4×100 слободно.
На америчким трајалсима за ЛОИ 2008. у Пекингу успео је да се избори за место у америчком олимпијском тиму. У Пекингу се такмичио у штафетним тркама 4×100 слободно и 4×100 мешовито, у обе трке пливао је у квалификацијама и на крају освојио две златне медаље. У трци на 100 метара леђно осовјио је сребрну медаљу након што је финалну трку испливао за 53,11 секунди, свега 0,57 секунди спорије од олимпијског победника Арона Пирсола.
На светским првенствима дебитовао је 2009. у Риму где је успео да са штафетама 4×100 слободно и 4×100 мешовито освоји златне медаље. Најбољи појединачни резулат на том првенству било му је 7. место у трци на 100 метара леђно, док на тркама на 50 леђно и 50 делфин није успео да прође квалификације.
На америчким олимпијским трајалсима за Лондон 2012. победио је у трци на 100 метара леђно и на тај начин обезбедио други наступ на Олимпијским играма. Деоницу од 100 метара леђним стилом Гриверс је испливао у времену 52,08 секунди што је био други најбољи резултат свих времена у овој дисциплини, у то време свега 0,14 секунди спорије од светског рекорда Арона Пирсола (51,94 секунде). У Лондону се такмичио у три дисциплине и у све три освојио олимпијске медаље. Прва медаља било је сребро у штафети 4×100 слободно, потом је освојио злато у трци на 100 метара леђно уз нови олимпијски рекорд (време 52,16 секунди) и на крају долази до новог злата у штафети 4×100 мешовито (финалну штафету пливали су још и Брендан Хансен, Мајкл Фелпс и Нејтан Едријен).
Након тога осваја две нове медаље на светском првенству у Барселони 2013, злато на 100 леђно и сребро на 50 леђно. У Барселони је Гриверс пливао и у финалу штафетне трке 4×100 мешовито међутим амерички тим је дисквалификован након што је Кордес 0,04 секунде раније ускочио у базен током измене са Гриверсом. Две године касније у Казању 2015. осваја сребро на 50 и бронзу на 100 леђно, те злато на 4×100 мешовито.
На америчким олимпијским квалификацијама за ЛОИ 2016. био је тек трећи у трци на 100 леђно и на тај начин није успео да се пласира на своје треће узастопне олимпијске игре.
Освајање медаља на светским првенствима наставио је и на СП 2017. у Будимпешти где је освојио два злата (4×100 мешовито и 4×100 мешовито микс) и по једно сребро (100 леђно) и бронзу (50 леђно).